# Leucania punctulata
Leucania punctulata là một loài bướm đêm trong họ Noctuidae.